# Maurice Godelier
Maurice Godelier (Cambrai, 28 de febrero de 1934) es considerado como uno de los fundadores de la antropología económica francesa, con investigaciones que se orientan hacia el estudio de la estructura de las sociedades "precapitalistas". Es especialista en las sociedades de Oceanía.

## Trabajo Profesional
Egresó de la Escuela Normal Superior de Saint-Cloud con el título de profesor de filosofía y licenciado en psicología y nueva filología. Luego se desempeñó en la unidad de proyectos de la École Pratique des Hautes Études, donde colaboró con Fernand Braudel. Posteriormente, trabajó como asistente de Claude Lévi-Strauss, el fundador del estructuralismo, que era entonces profesor de antropología en el Collège de France. En 1975 fue nombrado director de la unidad de investigación de la École des Hautes Études en Sciences Sociales (EHESS) en París. De 1982 a 1986 Godelier fue director del departamento de Ciencias Humanas y Sociales del Centre national de la recherche scientifique (CNRS).
En los años 60 Godelier trabajó combinando los métodos del estructuralismo con los del materialismo histórico. Por una parte investigó y polemizó sobre el concepto de modo de producción asiático. Por otra parte cuestionó las separación entre infraestructura económica y superestructuras políticas e ideológicas, propuesta por el marxismo clásico y afirmó que en las sociedades primitivas las relaciones de parentesco funcionan como relaciones de producción, relaciones políticas y esquema ideológico. Allí el parentesco es a la vez infraestructura y superestructura. También propuso modificar la concepción superestructural de la religión propia del marxismo clásico.
Entre 1967 y 1988 Godelier emprendió varias investigaciones sobre los Baruya en Papúa Nueva Guinea. Su trabajo de campo fue la base para producciones cinematográficas y para su libro La producción de grandes hombres.

## Baruya
Los Baruya o Anga, también conocidos como "kukakuka" (kuka = robar, término despreciativo no utilizado por los Baruya y que por eso se trató de omitir) de Papúa Nueva Guinea, son horticultores, criadores de cerdos, cazadores y productores de sal de la ceniza de cierta planta, que les sirve para el comercio. Hasta 1960 eran capaces de gobernarse sin Estado ni clases sociales.
Entre los Baruya no hay conexión entre el poder económico y el político. El poder no procede de una acumulación de bienes que produzcan riqueza y que den lugar a la estratificación en clases. El poder político se basa en el éxito en la dirección de la guerra, en el control de la magia y de los rituales, y en la manipulación del parentesco y la relación de género, en la dominación de los hombres sobre las mujeres. La fertilidad es sustancial y sobre ella solamente disponen los hombres y tienen así el poder sobre las mujeres.
El poder del hombre está cimentado por los conceptos cosmológicos de la gente y su expresión ritual: el sol, los Baruya, el padre y el esperma, son signo de vida y son mirados como santos. En contraste con ellos, la luna, la sangre, las mujeres y la menstruación, simbolizan lo impuro. El hombre se ve como el elegido, el portador de todo lo bueno, que como el sol está por encima de todo, pero que teme perder esa superioridad con las mujeres.

## Obra
- 1964: "La noción de modo de producción asiático y los esquemas marxistas de evolución de las sociedades"; Sobre el modo de producción asiático: 13-64; Ediciones Martínez Roca, 1977. ISBN 84-7339-411-9
- 1966 Racionalidad e Irracionalidad en la economía. México: Siglo XXI, 1982 editores. ISBN 968-23-0201-3
- 1969: Las sociedades primitivas y el nacimiento de las sociedades de clases según Marx y Engels: Un Balance Crítico. Bogotá: La Oveja Negra.
- 1973: Antropología y Economía. Barcelona: Anagrama. 1976.
- 1974: Economía, fetichismo y religión en las sociedades primitivas. México: Siglo XXI editores. ISBN 84-323-0163-9
- 1976: Funcionalismo, estructuralismo y marxismo. Barcelona: Anagrama. ISBN 84-339-0702-6
- 1977: Perspectives in Marxist Anthropology. New York: Cambridge University.
- 1982: La producción de Grandes hombres: poder y dominación masculina entre los Baruya de Nueva Guinea. Madrid: Akal 1986. 84-7600-110-X
- 1987: "Introducción: el análisis de los procesos de transición"; Revista Internacional de Ciencias Sociales, UNESCO, XXXIX, 114, Los procesos de Transición Estudios de casos Antropológicos: 3-15. ISSN 0379-0762
- 1989: Lo ideal y lo material: pensamiento, economías, sociedades. Madrid: Taurus. ISBN 84-306-2212-8
- 1993: "Las mujeres y el poder político" en Antropológicas Num. 7, Nueva Época.
- 1996: El enigma del don. Dinero, Regalos, objetos santos. Barcelona: Paidós Ibérica, 1998. ISBN 84-493-0525-X.
- 2002: "Prácticas sexuales y orden social"; Mundo científico 237: 64-69. ISSN 0211-3058,